# Campeonato Mundial de Snowboard de 2021
El XIV Campeonato Mundial de Snowboard se celebró en las localidades de Idre Fjäll (Suecia) entre el 9 y el 12 de febrero, Rogla (Eslovenia) entre el 1 y el 2 de marzo y Aspen (Estados Unidos) entre el 10 y el 16 de marzo de 2021 bajo la organización de la Federación Internacional de Esquí (FIS), la Federación Sueca de Esquí, la Federación Eslovena de Esquí y la Federación Estadounidense de Esquí.
Inicialmente, el campeonato había sido otorgado a la localidad china de Zhangjiakou, pero debido a la pandemia de COVID-19, este país decidió cancelar la organización, y la FIS tuvo que encontrar nuevos candidatos, dividiendo el campeonato en las siguientes sedes: las pruebas de campo a través en Idre Fjäll, las de eslalon en Rogla y las restantes en Aspen.

## Medallistas

### Masculino
| Evento                           | Oro                                | Plata                              | Bronce                               |
| -------------------------------- | ---------------------------------- | ---------------------------------- | ------------------------------------ |
| Eslalon paralelo (02.03)         | Benjamin Karl · Austria            | Andreas Prommegger · Austria       | Dmitri Loguinov · RSF                |
| Eslalon gigante paralelo (01.03) | Dmitri Loguinov · RSF              | Roland Fischnaller · Italia        | Andrei Sobolev · RSF                 |
| Campo a través (11.02)           | Lucas Eguibar · España             | Alessandro Hämmerle · Austria      | Éliot Grondin · Canadá               |
| Halfpipe (13.03)                 | Yuto Totsuka Japón 96,25 pts.      | Scott James Australia 90,50 pts.   | Jan Scherrer · Suiza · 87,00 pts.    |
| Big air (16.03)                  | Mark McMorris · Canadá · 179,25    | Maxence Parrot · Canadá · 178,25   | Marcus Kleveland · Noruega · 176,25  |
| Slopestyle (12.03)               | Marcus Kleveland · Noruega · 90,66 | Sébastien Toutant · Canadá · 82,53 | Rene Rinnekangas · Finlandia · 82,51 |

### Femenino
| Evento                           | Oro                                      | Plata                                     | Bronce                                  |
| -------------------------------- | ---------------------------------------- | ----------------------------------------- | --------------------------------------- |
| Eslalon paralelo (02.03)         | Sofiya Nadyrshina · RSF                  | Ramona Hofmeister · Alemania              | Selina Jörg · Alemania                  |
| Eslalon gigante paralelo (01.03) | Selina Jörg · Alemania                   | Sofiya Nadyrshina · RSF                   | Julia Dujmovits · Austria               |
| Campo a través (11.02)           | Charlotte Bankes Reino Unido             | Michela Moioli · Italia                   | Eva Samková · República Checa           |
| Halfpipe (13.03)                 | Chloe Kim Estados Unidos 93,75 pts.      | Maddie Mastro Estados Unidos 89,00 pts.   | Queralt Castellet · España · 87,50 pts. |
| Big air (16.03)                  | Laurie Blouin · Canadá · 177,75          | Zoi Sadowski-Synnott Nueva Zelanda 176,75 | Miyabi Onitsuka Japón 174,75            |
| Slopestyle (12.03)               | Zoi Sadowski-Synnott Nueva Zelanda 85,95 | Jamie Anderson Estados Unidos 81,10       | Tess Coady Australia 78,13              |

### Mixto
| Evento                             | Oro                                     | Plata                                       | Bronce                                                    |
| ---------------------------------- | --------------------------------------- | ------------------------------------------- | --------------------------------------------------------- |
| Campo a través por equipos (12.01) | Jarryd Hughes Belle Brockhoff Australia | Lorenzo Sommariva · Michela Moioli · Italia | Léo Le Blé Jaques Julia Pereira de Sousa Mabileau Francia |

## Medallero
| Núm. | País            | Oro | Plata | Bronce | Total |
| ---- | --------------- | --- | ----- | ------ | ----- |
| 1    | Canadá          | 2   | 2     | 1      | 5     |
| 2    | RSF             | 2   | 1     | 2      | 5     |
| 3    | Austria         | 1   | 2     | 1      | 4     |
| 4    | Estados Unidos  | 1   | 2     | 0      | 3     |
| 5    | Australia       | 1   | 1     | 1      | 3     |
| 5    | Alemania        | 1   | 1     | 1      | 3     |
| 7    | Nueva Zelanda   | 1   | 1     | 0      | 2     |
| 8    | España          | 1   | 0     | 1      | 2     |
| 8    | Japón           | 1   | 0     | 1      | 2     |
| 8    | Noruega         | 1   | 0     | 1      | 2     |
| 11   | Reino Unido     | 1   | 0     | 0      | 1     |
| 12   | Italia          | 0   | 3     | 0      | 3     |
| 13   | Finlandia       | 0   | 0     | 1      | 1     |
| 13   | Francia         | 0   | 0     | 1      | 1     |
| 13   | República Checa | 0   | 0     | 1      | 1     |
| 13   | Suiza           | 0   | 0     | 1      | 1     |
|      | TOTAL           | 13  | 13    | 13     | 39    |